# Альфонс Дювернуа
Віктор-Альфонс Дювернуа (фр. Victor-Alphonse Duvernoy; 30 серпня 1842, Париж — 7 березня 1907, там само) — французький піаніст, композитор та музичний педагог. Син співака Франсуа Дювернуа і онук кларнетиста та композитора Шарля Дювернуа, брат співака Едмона Дювернуа. Був одружений з донькою Поліни Віардо.
Навчався в Паризькій консерваторії в Антуана Мармонтеля, Франсуа Базена та Матюрена Барберо. Концертував як піаніст, дебютував як композитор на межі 1860-70-х років із фортеп'янними п'єсами, домігся визнання симфонічною поемою «Буря» для солістів, хору та оркестру (1880, слова Армана Сільвестра та П'єра Бертона за однойменною трагедією Шекспіра). 1892 року виступив з першою оперою, «Сарданапал», за якою пішли ще дві, а також балет «Вакх» (1902, Паризька опера, хореограф Жозеф Хансен). З 1886 викладав фортеп'яно в Паризькій консерваторії (серед його учнів, зокрема, Олександр Вінклер).